# Балоа
Балоа (фр. Balloy) је насељено место у Француској у региону Париски регион, у департману Сена и Марна.
По подацима из 2011. године у општини је живело 325 становника, а густина насељености је износила 24,53 становника/km².

## Демографија
| 1962. | 1968. | 1975. | 1982. | 1990. | 2011. |
| ----- | ----- | ----- | ----- | ----- | ----- |
| 246   | 197   | 194   | 223   | 298   | 325   |